# Assedio di Pavia (1522)
L'assedio di Pavia del 1522 fu un episodio militare della guerra d'Italia del 1521-1526. La guarnigione della città guidata da Federico II Gonzaga riuscì a resistere per un mese a un assedio portato da un esercito franco-veneziano numericamente superiore al comando di Odet de Foix, visconte di Lautrec, che alla fine rinunciò all'impresa per il sopraggiungere delle forze pontificio-imperiali guidate da Prospero Colonna.

## Antefatti
A Odet de Foix, governatore francese di Milano, era stato affidato il compito di resistere alle forze imperiali e papali guidate da Prospero Colonna e da Francesco d’Avalos, ma alla fine di novembre fu costretto a lasciare Milano e a ritirarsi in una zona facilmente difendibile nei pressi di Monza e lungo il fiume Adda. Il 23 novembre le forze del Colonna raggiunsero Pavia e alla loro vista gli abitanti convinsero la piccola guarnigione francese ad abbandonare la città, così gli uomini del Colonna poterono entrare a Pavia, dove lasciarono una guarnigione, comandata da Antonio de Leyva, di 200 lanzichenecchi e 1 000 fanti italiani. Il 16 marzo 1522 giunse a Pavia Francesco II Sforza, accompagnato da 6 000 lanzichenecchi e da un contingente pontificio, guidato da Federico Gonzaga (Capitano Generale della Chiesa) e formato da 200 cavalieri pesanti, 400 leggeri e circa 1 000 fanti.
In risposta alle mosse dei nemici e in attesa dei rinforzi che dovevano giungere, guidati dal fratello Tommaso di Foix, da Genova, Odet de Foix fece collocare l’esercito francese nelle campagne tra Pavia e Milano, mentre i suoi alleati veneziani (forti di 6 000 fanti, 600 cavalieri pesanti e 800 leggeri) si accamparono a Binasco. Federico Gonzaga decise allora di intervenire per ostacolare l’arrivo del contingente francese condotta da Tommaso di Foix, il quale nel frattempo aveva già attraversato il Po presso Bassignana. Tuttavia, uscito in forze da Pavia per intercettare i nemici, il 25 marzo si scontrò presso Bassignana con una parte delle forze francesi, causando, tra morti e prigionieri, la perdita di 200 uomini al nemico, mentre il giorno successivo combatté intorno a Gambolò contro le forze inviate da Odet de Foix incontro ai rinforzi provenienti da Genova ma, dopo alcuni colpi d’artiglieria e accorgendosi che la posizione dei francesi era più forte della sua, prudentemente decise di rientrare con i propri uomini a Pavia.
Il comandante francese, grazie ai rinforzi, disponeva ora della superiorità numerica sui nemici (disponeva di ben 32 000 uomini, mentre i pontifici e gli imperiali erano circa 19 000) e avrebbe potuto tentare una battaglia campale contro gli avversari e annientarli, ma Prospero Colonna se ne stava con il suo esercito rinchiuso in Milano e non sembrava intenzionato a uscire dalle mura. Allora, dopo aver saputo che la vicina Pavia disponeva di un’esigua guarnigione (circa 1 500 fanti e forse 300 cavalieri) comandata da Federico Gonzaga, nonostante il parere contrario degli alleati veneziani, decise di assediare Pavia.  Il visconte di Lautrec non solo credeva di poter conquistare velocemente la città, ma, soprattutto, sperava che la mossa avrebbe finalmente costretto il Colonna a uscire da Milano con l’intero esercito pontificio-imperiale. Cercava lo scontro campale.

## L'assedio

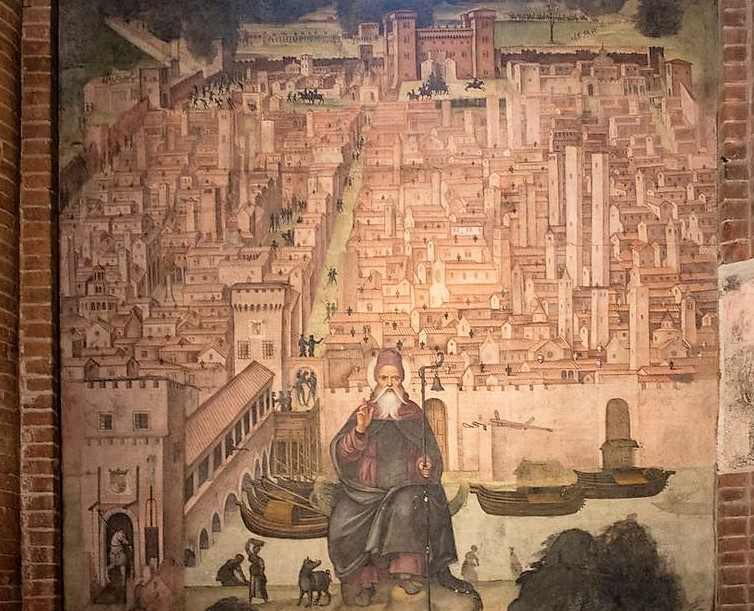
Bernardino Lanzani, Sant'Antonio Abate protegge Pavia durante l'assedio del 1522 (ex voto civico), Pavia, Chiesa di San Teodoro

Negli ultimi giorni del mese di marzo le forze francesi e veneziane raggiunsero i dintorni di Pavia. Federico Gonzaga, vedendo la disparità di forze, fu parecchio in dubbio se arrendersi o resistere ai nemici. Tuttavia, sapendo che, dopo la caduta nelle mani dei soldati del re di Francia di Novara e Vigevano, sia Prospero Colonna sia Francesco Sforza non intendevano cedere altre città del ducato ai franco-veneziani, valutò che, presto o tardi, si sarebbero mossi dalla vicina Milano in suo soccorso. A galvanizzare il Gonzaga intervennero anche gli abitanti di Pavia che, con le bandiere della città e del principato di Pavia, si recarono da Federico chiedendogli di poter collaborare nella difesa delle mura con 3 000 cittadini armati. Pochi giorni dopo, l’8 aprile, l’avanguardia francese occupò con 700 cavalieri il parco Visconteo e Mirabello e poi, progressivamente il grosso dell’esercito franco-veneziano si dispose intorno a Pavia: a est i Veneti, che occuparono i monasteri suburbani di San Paolo, Santo Spirito, San Giacomo della Vernavola, Sant’Apollinare, San Pietro in Verzolo e la chiesa di San Lazzaro, a nord, nel parco Visconteo s’accamparono gli svizzeri, mentre fuori dalle mura occidentali di Pavia, tra i monasteri di San Lanfranco e San Salvatore s’installarono i francesi. Infine, a vigilare sul lato meridionale della città, oltre il Ticino, venne inviato il contingente italiano guidato da Giovanni de’Medici, forte di circa 2 000 uomini, collegato al resto dell’esercito grazie a un ponte di barche.
Ben presto i franco-veneziani furono in grado di posizionare le pesanti artiglierie d’assedio, tanto che già il 9 aprile, sia le bocche da fuoco veneziane a est, sia quelle francesi a ovest cominciarono a investire le fortificazioni di Pavia (in gran parte risalenti al XII secolo), causando forti danni alle mura, che in diversi punti crollarono, aprendo così alcune brecce. Tuttavia, l’ampiezza del fronte non permise, almeno inizialmente, agli alleati di bloccare ogni contatto tra la città e l’esterno: mentre le artiglierie tuonavano contro la città, il Colonna riuscì a far giungere da Milano 500 fanti spagnoli che riuscirono a entrare a Pavia. Inoltre, per ostacolare l’avvicinamento dei nemici alle mura, Federico fece predisporre al di sopra delle fortificazioni pentole piene di esplosivo (da scagliare contro gli attaccanti) e ordinò che il terreno antistante alle opere difensive fosse cosparso di triboli e assi con chiodi ricurvi. Terminato il cannoneggiamento delle mura, Odet de Foix diede ordine ai suoi uomini (tra cui ben 4 000 svizzeri) di assaltare la breccia che si era aperta nell’angolo nord-occidentale delle mura e per incitare i soldati al combattimento promise loro che, dopo la vittoria, avrebbero potuto saccheggiare Pavia, ma l’azione fallì: i francesi ebbero circa 400 perdite e furono respinti dagli assediati. Dopo questo tentativo, i franco-veneziani non tentarono più nuovi assalti alle mura, ma i difensori si resero protagonisti di alcune sortite. Nei giorni successivi colpirono ancora le fortificazioni di Pavia con numerosi colpi d’artiglieria e pare che il 12 aprile avessero dispiegato ben cinque batterie contro la cinta muraria della città, mentre un ingegnere militare spagnolo (passato al soldo dei francesi), Pietro Navarro, cominciò lo scavo di una galleria di mina diretta contro le mura occidentali.

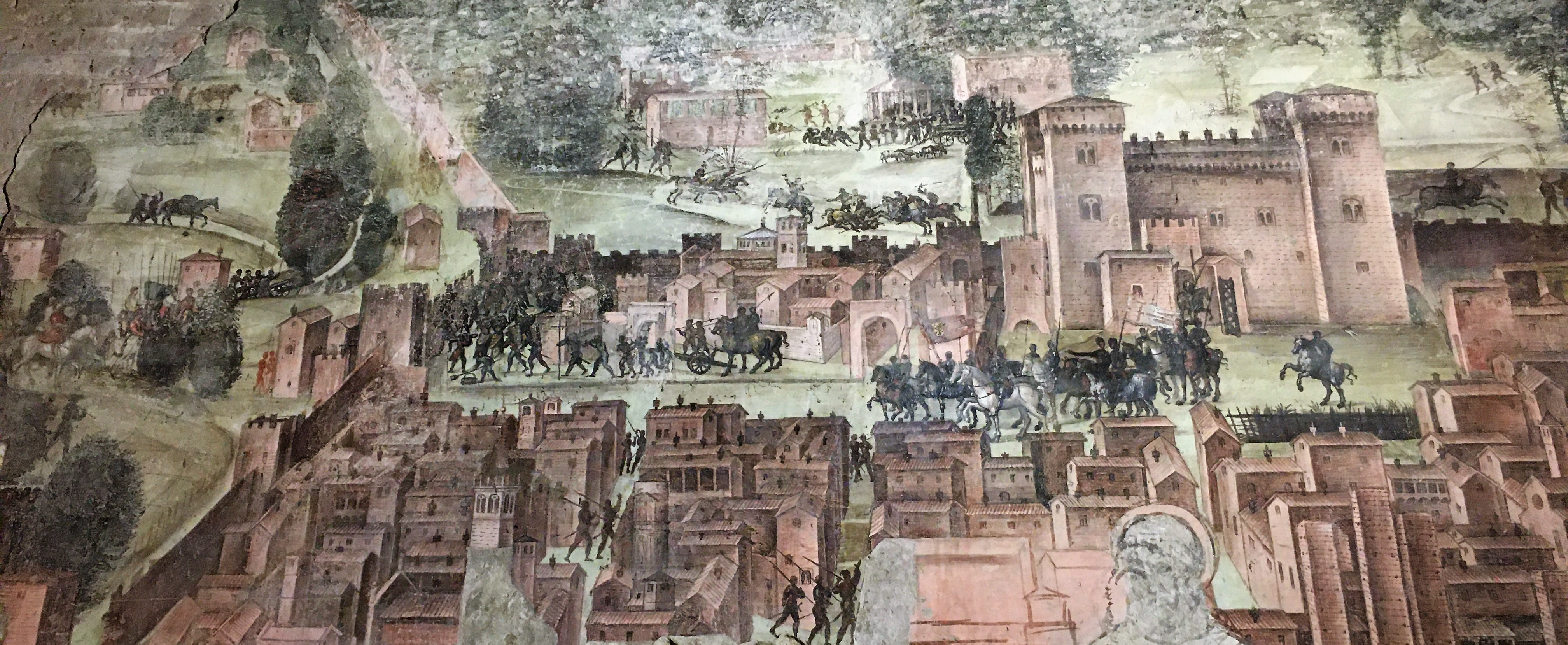
Scena di combattimento durante l'assedio, Bernardino Lanzani, Sant'Antonio Abate protegge Pavia durante l'assedio, Pavia, Chiesa di San Teodoro

Nel frattempo la situazione all’interno della città cominciava a farsi difficile, le artiglierie nemiche bersagliavano continuamente Pavia, costringendo gli uomini del Gonzaga a una costante vigilanza e a continui lavori di riparazione alle mura, sempre più devastate dal fuoco nemico. A tutto ciò si aggiunsero le proteste dei soldati presenti all’interno della guarnigione per i ritardi nel pagamento dei loro salari. Federico Gonzaga era teso e dubbioso, tanto che scrisse a Milano chiedendo rinforzi, lasciando intendere che, se questi non fossero giunti velocemente, avrebbe abbandonato la città.
Ma, prima ancora che le forze del Colonna  e dello Sforza, si mettessero in movimento, il Gonzaga fu (letteralmente) soccorso dalle condizioni meteorologiche: nella seconda metà di aprile piogge incessanti fecero crescere le acque del Ticino, creando una piena, che allagò diverse aree intorno a Pavia, spazzò via il ponte gettato di barche gettato dai francesi (necessario non solo per i collegamenti con gli uomini di Giovanni de’ Medici, ma anche per far giungere i rifornimenti all’esercito assediante) e sommerse d’acqua la galleria fatta scavare da Pietro Navarro. Nel frattempo il grosso dell’esercito pontificio-imperiale partì da Milano e, sotto la guida di Prospero Colonna, si accampò alla Certosa, a pochi chilometri da Pavia. Odet de Foix, temendo di essere preso tra le truppe presenti in città e le forze del Colonna, il 23 aprile abbandonò l’assedio. Il comandante francese fece trasportare l’artiglieria prima a Mirabello e poi a Landriano, mentre la guarnigione di Pavia e gli abitanti della città uscirono dalle mura, diedero alle fiamme ciò che restava degli accampamenti nemici e disturbarono con veloci incursioni la retroguardia franco-veneziana in ritirata.

## L'ex voto civico nella Chiesa di San Teodoro
Nella prima campata della navata sinistra della chiesa di San Teodoro si trovano due vedute (a volo d’uccello) di Pavia, la prima, ultimata, fu strappata e riportata su tela nel 1956, dato che durante i restauri ci si rese conto che celava un secondo affresco (dal medesimo tema) incompiuto. Le vedute furono commissionate dal parroco Giovanni Luchino Corti come ex voto civico per la vittoria nell’assedio del 1522 e furono, forse, realizzate da Bernardino Lanzani o da una anonimo artista lombardo (definito dai critici Maestro delle Storie di Sant'Agnese) fortemente influenzato sia dalla scuola ferrarese, sia dal classicismo romano, tra il 1522 e il 1524. La città è rappresentata in modo realistico, si possono osservare i principali edifici di Pavia, mentre sono rappresentati anche combattimenti intorno alle mura. Al centro campeggia la figura di Sant’Antonio Abate (titolare della cappella e protettore del sobborgo di Pavia posto oltre il Ticino) mentre in cielo, sopra la città, si trovano le figure dell'Eterno Padre, i Santi Siro, Teodoro e Agostino. Un tempo erano leggibili anche alcune iscrizioni, ora scomparse ma trascritte dagli eruditi locali, dettate da Mario Equicola (presente in città al seguito di Federico II Gonzaga durante l’assedio), nelle quali venivano elogiate le capacità militari del marchese, vero salvatore di Pavia.